# 山本文郎
山本 文郎（やまもと ふみお、1934年〈昭和9年〉12月23日 - 2014年〈平成26年〉2月26日）は、日本のフリーアナウンサー、司会者、タレント。TBSアナウンサー5期生。愛称は文さん（ぶんさん）またはブンさん。妻はタレントの山本由美子。
東京市小石川区（現在：東京都文京区小石川）出身。一人っ子。1994年9月にTBSを退職してからは、個人事務所の「オフィスぶん」に所属していた。

## 来歴
1944年、母方の実家がある島根県に1人で疎開する。
父親は開業医だったが、第二次世界大戦中に大日本帝国陸軍へ召集。広島陸軍病院勤務中の1945年8月6日に被爆して全身に火傷を負った末、15日後に死去した。母親は薬剤師で、父親と死別後、一人息子である山本を連れて、子連れ同士で再婚した。
東京都立九段高等学校を経て、早稲田大学第一文学部国文科を卒業。オリンピックの実況を夢見、スポーツ担当アナウンサーを志し、1957年4月、アナウンサー（5期生）としてラジオ東京に入社。同期入社のアナウンサーには青柳純一・岡部達・金坂光春・仁村秀雄・麻生雅子・石川知子・大場ゆかり・草間範子・佐藤美智子・鈴木美江・須藤孝子・前田和子・町田教子・三好和子がいる。大学の友人から「東京生まれの東京育ちだから、言葉のなまりが何もないのでアナウンサーのテストを受けたら」と言われて、ラジオ東京の他に、NHK等にも内定していたが、結局ラジオ東京に入社した。
主に歌謡・演芸・情報番組を担当、念願だったスポーツアナウンサーとして活動していた（後述）。この間、1967年11月15日にアナウンサー研修室設置に伴いチーフ・アナウンサー、報道局ニュース部専門職部長、報道局編集部専門職部長兼ラジオ局アナウンス室専門職部長（1982年8月10日）、報道総局社会情報局専門職局長（1988年7月26日）、社会情報局理事（1992年1月1日）等を歴任。また、1976年10月から1987年9月25日までは、テレビの関東ローカルワイドニュース番組『テレポートTBS6』で2代目メインキャスターを担当。関東地方では11年にわたって、「TBS夕方の顔」として人気を博した。降板後、『ニュース22プライムタイム』の司会となった森本毅郎に代わって1987年10月5日からはTBS系列全国ネットのワイドショー『モーニングEye』の2代目総合司会となる。1994年9月にTBSを定年3か月前で退職後はオフィスぶんを設立してTBSと専属キャスター契約を結び、『モーニングEye』の総合司会を引き続き務め、1996年9月27日の番組終了まで9年間にわたって出演し、『スペースJ』、平日午後の全国ネット生放送番組（『素敵なあなた』→『わいわいティータイム』）でも司会を務めていた。
1996年10月には完全にフリーとなり、土日の2日間にゴルフコンペを主催したり、「昭和九年会」（昭和9年＝1934年生まれの芸能人による親睦会）のメンバーとしても活動していた。
私生活では、学校卒業後は家事手伝いとして過ごしていた前妻と1958年のお見合いの末、1959年2月7日に結婚。宮内庁職員が利用する皇居内の式場にて挙式。1997年の元日に前妻を脳梗塞で亡くしたが、73歳の時に2008年1月に31歳年下の由美子と再婚。2008年3月、再婚を機に千葉県鎌ケ谷市へ移住。この再婚が大きな話題になったこと（後述）から、2008年の新語・流行語大賞授賞式で司会を務めたほか、バラエティ番組やトーク番組にゲストで出演する機会が増えた。ちなみに、由美子は山本との結婚を機に、「オフィスぶん」で山本のマネージャーを兼務するようになった。
2014年2月26日2時6分、肺胞出血のため千葉県の病院で死去。79歳没。前週の2月19日まで由美子と共にパーティーの司会をこなしてから、2月21日深夜に背中や胸の痛みを訴えて入院していた。

## 人物
親しみやすいキャラクター、軽妙なしゃべり口、柔らかな語り口と人柄から『テレポートTBS6』『モーニングEye』の総合司会を務め、人気を博す。
73歳での再婚は、浅利慶太の70歳を上回る「芸能界最高齢での再婚」として話題になった。後妻である由美子との馴れ初めは、TBS時代に司会を務めていたラジオ番組『こども音楽コンクール』に、彼女の兄が出演していたことによる。やがて山本は、由美子の1回目の結婚披露宴でも司会を担当。2007年に前妻を亡くした直後に由美子の離婚を年賀状で知ったことから、久々の再会で相談を受けているうちに愛が芽生えたという。なお、山本は先妻との間に1男を授かりその1男の孫2人もいたが、再婚によって由美子の連れ子である2男を養子縁組に。再婚後は、2009年に『新婚さんいらっしゃい!』（ABCテレビ）の新春特集「芸婚さん いらっしゃーい! 2009」などの番組に夫婦揃って出演した他、雑誌のインタビューなどで私生活を告白することもあった。
2014年2月27日には2009年11月19日から2011年9月29日まで木曜日コメンテーターを務めていたレギュラー番組『ひるおび!』（TBSテレビ）では、第1部の冒頭で、下記のエピソードやTBS時代の映像を交えながら山本の訃報を伝えた。2月28日には山本家は神道信者であるため、千葉県鎌ヶ谷市で近親者のみで密葬を神式で営まれた。4月13日には山本は前妻の突然の死を悔やんでいた節があり、死後も幸せになるならと決めて前妻の墓に納骨。5月8日には湿っぽいことと葬式が大嫌いで、「葬式司会だけは受けてくれないで」とよく言っていたことがあり、「生涯現役」を貫いた山本の姿勢を尊重すべく、由美子の意向で「『さよならはいわないよ』文さん“引退式”」という名のお別れ会を東京・赤坂BLITZで開催。TBSアナウンサー同期の岡部達・木元教子（旧姓：町田）、TBSアナウンサー後輩の久米宏・生島ヒロシ・渡辺真理、TBSの後輩にあたる石井ふく子・堂本暁子、フリーアナウンサー仲間の徳光和夫・小倉智昭、芸能・スポーツ界から関口宏、毒蝮三太夫、市村正親、仲本工事、小室等、ボニージャックス、渡嘉敷勝男、千代の富士貢（九重親方）、千代の国憲輝、桂由美が参列。由美子は「引退式」の後に、山本の仕事を引き継ぐ格好で、タレントとして本格的に活動する意向を表明。由美子自身の息子でもある2人の連れ子に対して、「（山本や自分と同じく）テレビ業界の仕事をして欲しい」と望んでいることも明かした。

## エピソード
アナウンサーとしてのモットーは、「担当番組のスタッフを大事にすること」。口癖は、「生涯現役」「スタッフが作ったものを、その通りに伝えることが僕の仕事」。
ラジオ東京への入社後に、スポーツアナウンサーとして卓球、バレーボール、ラグビー、相撲、野球、アイスホッケー、競馬を担当する。野球中継の時、スポンサーの企業名をずっと間違えて言い続けて、スポンサーを怒らせたことがある。プロ野球公式戦の中継でサイクルヒット達成の瞬間を実況したことがある。達成した選手は第4打席でレフトスタンドに本塁打を放ちサイクルヒットを達成した。しかし山本は、第4打席で打球が上がった直後に遊撃手が後退したことから、誤って「ショートフライ」と実況。その直後に左翼手が後退する姿が見えたため、慌てて「レフトフライでした……レフト! レフト! ホームラン! サイクルヒット達成です!」と訂正したものの、この試合を最後にスポーツ実況の担当を外されたという。
早稲田大学およびアナウンサーとしての後輩に、逸見政孝がいた。逸見はフジテレビアナウンサー時代の1978年10月2日から、関東ローカルワイドのニュース番組『FNNニュースレポート6:30』で初代キャスターに抜擢。抜擢を前に、放送時間は異なるもののライバル番組であった『テレポートTBS6』キャスターの山本に電話でアドバイスを仰いだ。これに対して山本は、できるだけニュースの現場に出ることを逸見に推奨。逸見は『ニュースレポート6:30』で山本のアドバイスを実践すると、後継の全国ネットニュース番組（『FNNニュースレポート6:00』→『スーパータイム』）でも長きにわたってメインキャスターを担当した。
『こども音楽コンクール』の司会をしていた時、横浜市内の中学校のブラスバンド部を紹介した同校生徒の吉川美代子に対して「素晴らしい紹介だったよ。君は将来の吉川アナウンサーですね」と褒めた。吉川はこれがアナウンサー職を志すきっかけとなり、TBSのアナウンサー採用試験では山本がいる前でこのエピソードを披露して、1977年に同局に就職した。1978年に『こども音楽コンクール』の司会を在局2年目の吉川に担当させる際には山本から直接伝え、その後も吉川にとって山本は心の支えになっていたことを、山本急逝後の2014年5月にTBSを定年退職した吉川は7月のテレビ出演で明かしている。
関東ローカルの報道番組『テレポートTBS6』で11年間キャスターを務めていたが、番組進行が主でありニュース原稿を読むことはほとんどなかった。報道局から料治直矢・藤林英雄・奈良陽がニュースを伝えていた。情報バラエティ番組の担当が専門だったからである。久米宏・生島ヒロシ・小島一慶・渡辺謙太郎・石川顯・松下賢次・林正浩・中村秀昭などもTBSアナウンサー時代はニュース原稿を読むことはなかった。1992年10月5日の『モーニングEye』放送時間拡大後はニュース原稿を読むようになった。
40代までは、1日に40本以上のたばこを吸うほどのヘビースモーカーであったという。しかし、42歳の時に糖尿病を患い、糖尿病から派生した心臓病、肺気腫、間質性肺炎も抱えていたが、体質改善の一環でタモギダケ茶を愛飲。フリーアナウンサーへの転身後に、タモギタケ茶と緑茶のブレンドによる「文さんの健康抹茶」シリーズの開発に携わった。

## 出演番組

### ラジオ東京→TBS

#### テレビ
報道・情報ワイドショー番組
| 期間          | 期間          | 番組名                           | 役職                                        | 備考                                            |
| ------------- | ------------- | -------------------------------- | ------------------------------------------- | ----------------------------------------------- |
| 1971年4月10日 | 1971年4月10日 | “スポーツバラエティ”土曜デポルテ | 司会                                        | 翌週の2回目放送以降は、出演せず                 |
| 1976年10月    | 1987年9月     | テレポートTBS6                   | メイン担当キャスター                        |                                                 |
| 1987年8月15日 | 1987年8月15日 | 日本が知りたい                   | 第43回『絹とニッポン ―横浜シルク物語―』語り |                                                 |
| 1987年10月    | 1996年9月     | モーニングEye                    | 総合司会                                    | 番組終了まで2年は、同局専属キャスターとして出演 |

バラエティ・特別番組・その他
- 楽しいジェスチュア（1957年）
- 野球クイズ（1958年）
- 歌謡アラベスク（1961年）
- 私のえらんだ人（1961年）
- ビクター・オンパレード（1963年）
- 四時です、さあ皆さん（1964年）
- スターロータリー（1966年）
- 東西お笑い大作戦（1967年）→東西爆笑トンチくらべ
- スターの窓（1967年）
- TBS歌のグランプリ（1967年7月放送分）：東京都新宿区歌舞伎町からの中継リポーターとして登場。2005年6月19日と6月22日に、CSのTBSチャンネルで再放送。
- 泣いてたまるか 第57話「ぼくのお父ちゃん」（1967年10月15日）
- 輝く!日本レコード大賞（1969年、1991年 - 1994年）
- ミッドナイトリサイタル（1972年）
- 演芸特選会（1975年）→落語特選会：司会
- テレビ35年 あの時この時（1989年2月24日）
- ふるさと讃讃（1990年）[17]
- TBS落語研究会
- オトコの居場所（1994年）
- パパはニュースキャスター 帰って来た鏡竜太郎スペシャル あれから7年、愛たちがハタチになった!失恋、不倫、男性恐怖症花嫁の父となるか竜太郎（1994年9月30日）

#### ラジオ
- 歌謡クイズ（1958年）[17]
- こども音楽コンクール（1959年 - 1977年）：TBS版司会[16][17]
- TBS歌謡プレゼント（1961年）[17]
- 暮らしのダイアル（1963年）[17]
- 人気歌手の歌（1963年）[17]
- 今週のベストテン（1963年）[17]
- ファン対抗歌謡曲ナイター（1963年）[17]
- 花形歌手 夢のステージ 三人娘アメリカで歌う（1964年5月10日）：実況[67]
- 歌謡曲でぶっとばせ（1967年）[17]
- レッツゴー・ドライバー（1969年）[17]
- TBS それ行け!歌謡曲（1970年）[16][17]
- ミッチと歌おう（1970年）[17]
- 朝のファンファーレ〜一口ゼミナール〜（1974年）[17]
- 郷愁の歌（1975年）[17]
- ウィークエンドインタビュー（1985年）[17]
- 昭和探検隊（1988年）[16][17]
- つりと私（1990年）[17]
- スポーツ中継（プロ野球実況など）

### フリー
報道・情報番組
| 期間       | 期間      | 番組名                                     | 役職                                                                                    |
| ---------- | --------- | ------------------------------------------ | --------------------------------------------------------------------------------------- |
| 1994年10月 | 1996年9月 | スペースJ（TBS）                           | レギュラー出演 ※上記の『モーニングEye』と同様、古巣である同局の専属キャスターとして出演 |
| 1996年10月 | 1997年3月 | 素敵なあなた（TBS）                        | メインキャスター                                                                        |
| 1997年4月  | 1997年9月 | わいわいティータイム（TBS）                | 司会                                                                                    |
| 1998年12月 | 2007年9月 | 午後は〇〇おもいッきりテレビ（日本テレビ） | パネラーとして不定期出演                                                                |
| 2009年11月 | 2011年9月 | ひるおび!（TBS）                           | 木曜日コメンテーター                                                                    |

バラエティ番組・その他
- 素顔が一番!（1998年10月 - 2005年3月、日本テレビ）：司会
- 文さんの特選名品館（1999年1月 - 2014年2月、TBS・BS-TBS）
- 徳光&史朗の暴走おやじアナ（2003年 - 2007年、テレビ朝日）：年に1回のペースで出演
- 医者がすすめる専門医（2004年10月4日 - 2006年9月25日、BS-i）：司会
- 日本作詩大賞（テレビ東京）：審査員
- オジサンズ11（2007年10月15日 - 2008年9月8日、日本テレビ）：準レギュラー
- 湯治場のある風景（2009年4月、BS日テレ）：ナレーション

## 出演テレビドラマ
- 月曜ドラマスペシャル 演歌・唱太郎の人情事件日誌1（1996年9月2日、TBS）：司会 役
- オトナの男（1997年、TBS）
- はぐれ刑事純情派ファイナル 最終回スペシャル（2005年6月29日、テレビ朝日）[68]

## 出演映画
- 星は何でも知っている（1958年）[69]
- Jリーグを100倍楽しく見る方法!!（1994年）

## 出演CM
- アリコジャパン（2003年）
- セレコーポレーション（2006年 - 2014年）イメージキャラクター：その他、自身も同社の斡旋を受けてアパート経営に乗り出している[70]。なお広告用写真については密葬の遺影にも使用された[7]。
- TBSショッピング（TBS・BS-TBS・TBSチャンネル・TBSニュースバード）

## ビブリオグラフィ

### 著書
- ハートをまるごと盗む人間攻略の秘密：この一言がすべての人を惹きつける!（1984年、ロングセラーズ〈ムックの本〉）
- だれでも話せる冠婚葬祭・短いスピーチ集：いざというとき恥をかかないために（1984年、大泉書店）
- つきあい上手：本当にいい人だと思われる初対面の秘訣（1986年、ロングセラーズ〈ムックの本〉）
- 友人代表のスピーチ：好感をもたれるwedding speech 「何を、どう話せばよいか」コツがすぐわかる 披露宴・二次会（1995年、大泉書店）
- そのまま使えるスピーチ百科：立場別・ケース別の「構成のポイント」がわかる（1996年、大泉書店）
- スピーチ出だしの言葉と実例集：聞く人の心をつかむ（1998年、大泉書店）
- いつまでも心に残る3分スピーチ実例集：あらゆるスピーチに対応できる：ケース別マニュアルbook（2003年、日本文芸社）
- 文さんのわかりやすいわが家の相続：相続税はなくても争続は起こる（2005年、ビジネス情報企画〈文さんシリーズ；1〉）
- 文さんのわかりやすいわが家の医療&介護（2005年、ビジネス情報企画〈文さんシリーズ；2〉）

### 雑誌連載
- 日刊ゲンダイ「文さんのTVワールド」（2006年4月 - 7月、日刊現代）

### 雑誌記事
- 山本文郎「特集 別れは誰にも訪れる これから女房孝行をと思っていたのに…」『婦人公論』第84巻第16号、中央公論新社、1999年8月7日、41-43頁。
- 山本文郎「特集 大人の恋の理想と現実 30歳差を飛び越えて、熟年再婚しました 「後は死ぬだけ」と思っていた僕を目覚めさせた春の鼓動」『婦人公論』第93巻第10号、中央公論新社、2008年5月7日、44-47頁。
- 山本文郎、内海桂子、成田常也「山本文郎夫妻(31歳年下婚)×内海桂子夫妻(24歳年下婚) 惚れる気持ちに年なんて関係ない--70歳からの「愛とセックス」 老いてますますアゲアゲ対談」『週刊朝日』第116巻第3号、朝日新聞出版、2011年1月28日、34-37頁。

### 監修書籍
- 式辞とあいさつ：ビジネス・PTA・お祝い・弔事にすぐ使える（1991年、主婦の友社）
- ポイントを押さえた乾杯・献杯のスピーチ実例集（2001年、日本文芸社）
- さすが!と言われる乾杯・献杯・締めのスピーチ（2007年、日本文芸社）
- 恥をかかない大人の敬語力（2008年、泉書房）
- 乾杯・献杯のスピーチ：さすが!といわれる（2012年、日本文芸社）

### 学会誌
- 山本文郎「放送と話しことば」『研究所年報』第9巻、駒澤大学マス・コミュニケーション研究所、1991年3月、63-86頁、NCID AA11800387。

### 関連書籍
- 山本由美子『文さん、大きな愛をありがとう』鳳書院、2018年3月16日。ISBN 978-4-87122-192-4。全国書誌番号:23038991。